# Heppiella
Heppiella, biljni rod iz porodice gesnerijevki sa 4 vrste rasprostranjene po Peruu i zapadnoj Venezueli. Dio je podtribusa Gloxiniinae.

## Etimologija
Rod je ime je dobio po Johannu Adamu Philippu Heppu (1797.-1867.), liječniku i priznatom lihenologu iz Švicarske.

## Opis roda
Vrste ovog roda su višegodišnje epipetrične ili (rjeđe) epifitne biljke s rizomima koje rastu na vlažnim i mahovinastim stijenama, povremeno u podnožju drveća. Cvjetovi su uglavnom crvenkasti, oprašuju se pticama. Listovi nasuprotni, ponekad u pršljenovima po 3, opnasti, žljezdasto dlakavi. Pazušne cime s peteljkom ili bez nje. Čašični listovi obično kratki, ± jednaki. Vjenčić crven; cjevast, ravan; prašnika 4. Ovarij polu-donji; stigma stomatomorfna. Plod je suha, školjkasta čahura s lokulicidnom dehiscencijom. Broj kromosoma: 2n = 26.

## Vrste
1. Heppiella repens Hanst.
2. Heppiella ulmifolia (Kunth) Hanst.
3. Heppiella verticillata (Cav.) Cuatrec.
4. Heppiella viscida (Lindl. & Paxton) Fritsch